# Paul Pope
Paul Pope (Filadelfia, 25 settembre 1970) è un fumettista statunitense.

## Opere
Pubblicate in Italia
- Crimini e imbrogli (The One Trick Rip-off) (Cult Comics/Panini Comics, Modena, 1998)
- Liquido Pesante (Heavy Liquid) (Magic Press, Ariccia(Roma), 2003) (ISBN 9788887006711)
- Battling Boy (Battling Boy) (Bao Publishing, Milano, 2013) (ISBN 9788865431818)
- Escapo (Escapo) (Bao Publishing, Milano, 2015) (ISBN 9788865434819)

## Riconoscimenti
- 2000 - Friends of Lulu 'Lulu of the Year' Nomination
- 2007 - Eisner Award for Best Limited Series (Batman: Year 100) [premio per migliore miniserie]
- 2007 - Eisner Award for Best Writer/Artist (Batman: Year 100) [premio come migliore autore completo]
- 2006 - Eisner Award for Best Short Story: "Teenaged Sidekick" in Solo n. 3 (DC Comics) [premio per miglior storia breve]